# Айос-Ахилиос (остров)
Айос-Ахилиос (Ахилл, Аил, греч. Άγιος Αχίλλειος) — остров в Греции, в северной части озера Микра-Преспа, близ границы с Албанией. Высочайшая точка — курган высотой 925 метров над уровнем моря в юго-восточной части острова. С кургана открывается вид на оба озёра, Микра-Преспа и Преспа и на все окрестности. По мнению Фёдора Успенского на кургане находился наблюдательный пункт и следует искать следы крепости.
В северо-западной части острова находится одноимённая ему деревня, административно относящаяся к общине Преспа в периферийной единице Флорина в периферии Западная Македония. Население 21 человек по переписи 2011 года. В деревне находятся развалины так называемой Великой церкви, массивного сооружения времени болгарского царя Самуила (980—1014) в виде базилики с двумя ярусами по фасаду, со следами фресковой росписи. В середине нижнего пояса аспиды расположено тройное окно.